# Сорра, Рената
Рена́та Леона́рду Пере́йра Сохаче́вски (порт.-браз. Renata Leonardo Pereira Sochaczewski), наиболее известная как Рената Со́рра (порт.-браз. Renata Sorrah; род. 21 февраля 1947, Рио-де-Жанейро) — бразильская актриса, театральный продюсер португальского и немецко-еврейского происхождения.

## Биография
Рената младший ребёнок из трёх детей в семье Мириам Леонарду Перейры и Петера Сохачевского. В 1964 году начала постигать артистическую профессию, когда поступила в Театральный Католический университет под руководством режиссёра Амира Хаббада. В 1968 году Рената посещала курсы психологии, но решила получить стипендию и поступить по программе культурного обмена AFS. Рената обучалась в Лос-Анджелесе и, закончив, посвятила себя курсам драматического искусства. Когда она вернулась в Бразилию, стала режиссёром пьес и окончательно отдалась этой профессии, к радости многочисленных фанатов, которые сегодня имеют возможность смотреть и восхищаться её работой. Её первой пьесой стала «Coronel de Macambira» в 1970 году, а Диас Гомес позвал её для первой роли на телевидении в теленовеллу «На земле как на небе \ Assim na Terra Como no Céu». Персонаж Ренаты, Нивея, умирает в первой же серии, но по просьбе зрителей её жизнь на экране продлевают.
У Ренаты есть двое племянников актёров — Дебора Эвелин и Карлос Эвелин, дети её старшей сестры Сюзаны. У актрисы есть ещё старший брат Антонио Клаудио.
Рената Сорра была замужем три раза. Первым мужем был актёр Карлос Вереза, с которым она прожила с 1969 по 1971 год. Вторым мужем был актёр и режиссёр Маркус Паулу, от которого у неё есть дочь Мариана. В течение шести лет была в браке с автором и режиссёром театра Эуклидисом Маринью (сценаристом «Воздушных замков»). Рената также имела романтические отношения с Андре Гонсалвес, Роберто Бонфим, Пауло Коэльо.

## Фильмография
- 1968 Временная жизнь …
- 1969 Он убил свою семью и пошел в кино …
- 1970 На земле как на небе …
- 1971 Близкая привлекательность …
- 1971 Притяжение …
- 1971 Медовый месяц и арахис …
- 1972 Первая любовь …
- 1973 Стальной конь …
- 1973 Кости Барона …
- 1974 Гадалка …
- 1975 Гонка за золотом …
- 1976 Особняк …
- 1978 Сигнал предупреждения …
- 1980 Большего не надо …
- 1981 Бриллиант …
- 1983 Война полов …
- 1984 Дела и гримасы …
- 1985 Семена мести …
- 1986 Колесо огня …
- 1988 Всё дозволено …
- 1990 Королева металлолома …
- 1990 Казино Урка …
- 1992 Камень на камне …
- 1992 Решать вам …
- 1994 Моя родина …
- 1997 Непокорная …
- 1999 Воздушные замки …
- 2001 Ангел, спустившийся с небес …
- 2001 Большая семья …
- 2002 Желание женщины …
- 2002 Мадам Сата …
- 2003 Знаменитость …
- 2004 Нина …
- 2004 Хозяйка судьбы …
- 2005 Хозяйка судьбы …
- 2005 Фильм засушливых …
- 2006 Страницы жизни …
- 2007 Два лица …
- 2011 Изысканная гравюра …
- 2013 Сарамандайя …
- 2015 Правила игры … Нора